# Lophura hoogerwerfi
Lophura hoogerwerfi е вид птица от семейство Phasianidae. Видът е световно застрашен, със статут Уязвим.

## Разпространение
Видът е разпространен в Индонезия.